# Roger Morneau
Roger Morneau (18 de abril de 1925 – 22 de septiembre de 1998) fue un ensayista canadiense.

## Biografía
Ha escrito sobre el tema sobrenatural y compartió su experiencia en el satanismo elitista durante su juventud en Montreal, hasta 1946 cuando se convirtió al cristianismo en la Iglesia Adventista del Séptimo Día.

## Testimonio
Durante una sesión de espiritualismo con un amigo, conoce a George, un músico de jazz, que analiza su experiencia en la adoración de demonios así como los éxitos profesionales que obtuvo a través de este medio. En esta ocasión, les explica que los demonios lo poseen y le transmiten su energía, que luego devuelve a la multitud, a quienes les gusta lo que reciben y regresan por más. lo que explica su éxito. Les ofrece unirse a él para una sesión, con la condición de que ya no tengan ningún respeto por Cristo, lo que ya le ha sido sugerido por el comportamiento de algunos espíritus mencionados en la noche. parecía favorecerlos entre todos los demás presentes Durante su primer encuentro, quedó impresionado por la presencia de la buena sociedad de Montreal que los acogió y les explicó cómo habían sido favorecidos por "los espíritus" Un médico participante les explica que debe ir al templo para realizar actos de devoción hacia un espíritu llamado Nehushtan quien regenerará su poder curativo en sus pacientes.
Algún tiempo después, son presentados al sumo sacerdote, quien cita nombres y hechos que sólo ellos conocen en relación con su participación en la marina mercante, lo que los impresiona enormemente. El sumo sacerdote es un ex católico. Una visita al templo da a Morneau la impresión de una gran inteligencia en acción que fascina al visitante y lo incita a la reverencia y a la sumisión sin hacer más preguntas. También se interesa por las 75 pinturas de aproximadamente 121x75 cm encontradas allí, que representan demonios con rango de asesores principales que gobiernan legiones de demonios Se dice que las representaciones de demonios son inferiores a los originales porque los espíritus son demasiado luminosos para ser vistos en su verdadera forma y pueden causar ceguera temporal, por lo que se materializan en una apariencia disminuida. Cada una de sus pinturas de demonios va acompañada de un pequeño altar para quemar una vela o incienso en su honor, incluido uno para Nehushtan y otro de tamaño natural para el mismo Satanás a quien el sumo sacerdote llama "Dios con nosotros". Además, afirma que debe permanecer ignorado por el resto de los humanos, por lo que solo él puede gobernarlos Luego revela el plan de Satanás para la tierra y la humanidad: primero deben convencer a los humanos de que las jerarquías demoníacas no existen, luego introducir la hipnosis como una ciencia nueva y beneficiosa y promover misticismo como un medio para descristianizar Occidente y finalmente destruir la Biblia sin tocarla, mediante la promoción de la teoría de la evolución Dentro de la secta, "Dios" es nombrado como "el creador" pero nunca como "dios", estando este término reservado para los demonios A un comentario de Morneau indicando que el altar, que mide aproximadamente 2,7m de largo por 90cm de alto y 70cm de ancho de una sola pedazo de mármol, debió ser difícil de traer al sitio, se responde que fue de la misma manera que los Druidas celtas construían sus lugares de culto en relación con el monolito, por levitación En un momento, "el maestro", como lo llama el sumo sacerdote, se le manifiesta durante 3 minutos, lo que no había hecho en tres meses, estando ocupado sembrando división entre los humanos, a raíz del establecimiento de la institución de las Naciones Unidas Luego pide a Morneau y a su amigo que se inclinen ante su retrato en señal de deferencia, lo que provoca una gran alegría en "el maestro" Les explica que en Montreal cultos como el suyo toman una forma refinada, pero que en otros lugares del mundo pueden tomar las formas más degradadas.
Durante otra visita, médiums son empleados mediante posesión para reproducir una conversación de Napoleón Bonaparte con uno de sus oficiales y un discurso, por ejemplo del que circularon diferentes versiones, desde un alcalde de Montreal, Camillien Houde, en beneficio de un historiador miembro de la secta, mientras Houde aún estaba vivo. Explica cómo los demonios pretenden inculcar en los humanos la idea de que hay vida después de la muerte para engañarlos, cuando según el gran maestro no la hay y los humanos no poseerían un alma inmortal. Señala que los miembros de la Iglesia Adventista del Séptimo Día son muy difíciles de engañar porque adoran el día de reposo El sumo sacerdote designa tres clases de demonios: espíritus familiares, dotados de grandes facultades intelectuales y que son designados para personificar a personas fallecidas, guerreros que se encargan de crear conflictos entre grupos de personas o naciones y opresores que no encuentran placer en atacar a la humanidad y queriendo destruirlo. Un día, llegó el momento en que Morneau expuso públicamente ante la asamblea su fe en Satán, único dueño de la Tierra, y pidió un regalo a cambio de su fe: realizó el ritual y pidió recibir el regalo de  adivinación que le permitirá visualizar en sueños a los ganadores de las carreras de caballos con tres días de antelación y apostar por ellos para maximizar sus ganancias, lo que consigue con éxito. En una nueva ceremonia se le pide que cante himnos cristianos en un contexto que los profana, a lo que Morneau se niega El sumo sacerdote le dice entonces que con el tiempo se acostumbrará, al igual que a los sacrificios de animales, y le dice que el 1 de noviembre habrá una ceremonia especial en los Montes Laurentinos durante la cual realizará la ceremonia de iniciación definitiva dentro de la secta y luego los espíritus le revelarán el plan especial que tienen para su vida, luego se explica a le dijo que los participantes estaban parcialmente poseídos y que cantaron los himnos en parte en francés y luego en un lenguaje espiritual que agradó mucho al maestro Para convencerlo definitivamente del poder de los espíritus, se le muestra una habitación en la que 3 máquinas de escribir escriben cartas de asistencia jurídica y donde el abogado sólo alimenta a las máquinas de papel Morneau se da cuenta de que hay más en juego de lo que se muestra y de lo que ve y se da cuenta de que no se puede creer completamente a los espíritus en sus declaraciones.

## Publicaciones
- A Trip Into the Supernatural[15]
- Beware of angels: Deceptions in the last days, Review and Herald Pub, 1997, ISBN 978-0828013000
- Incredible Answers To Prayer trilogy[16]
  - Incredible Answers to Prayer: How God Intervened When One Man Prayed, Review & Herald Publishing, 1990, ISBN 978-0828005302
  - More Incredible Answers to Prayer, (1993)
  - When You Need Incredible Answers to Prayer, Adventist Book Center New Jersey, 1995, ISBN 978-0828009768
- The Incredible Power of Prayer, Review & Herald Publishing, (June 1, 1997), ISBN 978-0828013291